# 令和 (ゴールデンボンバーの曲)
「令和」（れいわ）は、ゴールデンボンバーの楽曲。2019年4月17日にZany Zapより23枚目のシングルとして発売。

## 概要
前作『ガガガガガガガ』から2カ月ぶりのシングル作品で、同楽曲の発売発表時に本作が発売されることも発表されていた。
CD発表に先駆け、2019年4月1日にレコチョクやiTunes Storeなどでの音楽配信が開始され、ミュージック・ビデオが公開された。本作の配信と同時期に、鬼龍院は自身が制作した楽曲および歌詞の無断使用と無断転用を容認する方針を発表した。
シングルは、2019年4月29日付のオリコン週間シングルランキングで12位を記録した。
2019年途中より、プロ野球福岡ソフトバンクホークスの関西限定チャンステーマとして使用されている。

### 曲の解説
表題曲「令和」は、2019年4月1日に発表された新元号「令和」をタイトルや歌詞に盛り込んだ楽曲。ゴールデンボンバーは、楽曲の一部を除いて完成させた段階で、新元号発表直前よりLINE LIVEで楽曲制作の模様を生配信していた。新元号発表後、未完成部分のレコーディングとミュージック・ビデオの撮影を開始し、約2時間で公式YouTubeチャンネルにてミュージック・ビデオを公開。本曲について、鬼龍院は「去年、キュウソネコカミが『ギリ平成』というアルバムを出したのを受けて、ウチが頑張ったら新元号の曲を一番早く出せるんじゃないかと思ったのがきっかけ。」「あらかじめ楽曲と映像をほぼ完成状態で準備させて、『令和』を使用する部分だけを穴埋めする形で完成させた。」と語っている。Billboard JAPANの週間ダウンロード・ソングチャートで最高2位を記録した。
シングルの2曲目には、表題曲「令和」の“令和”の部分を仮で「平成」と歌っているデモ音源が収録された。このデモ音源は、Billboard JAPANの週間ダウンロード・ソングチャートで最高36位を記録した。
2019年10月16日に稼働したコナミアミューズメントの音楽ゲーム、『beatmania IIDX27 HEROIC VERSE』に、アレンジバージョンとして「令和(1991RAVE REMIX)」が収録された。

## プロモーション・ビデオ
プロモーション・ビデオは、先行配信と同じ4月1日に公開され、5月2日の時点でインターネット上のコンテンツにて7万6300シェアを記録した。新元号発表から1時間後にYouTubeで公開されたこのミュージック・ビデオは、急上昇ランキングで1位を記録したほか、4月4日の時点で再生回数が400万回を突破した。
ミュージック・ビデオでは、メンバーがDA PUMPの「U.S.A.」を彷彿させる踊りを披露しているほか、メンバーの喜矢武豊が、当時内閣官房長官だった菅義偉に扮して新元号を発表するシーンが含まれている。

## テレビ披露
本作は、2019年4月4日に放送された『スッキリ』（日本テレビ）でテレビ初披露となった。初披露時に「人間習字」で「令和」の文字を書くというパフォーマンスが披露された。このときに書かれた「令和」の実物は、日テレ屋 汐留店で4月4日から5月6日までの期間限定で展示された。
2019年5月10日放送の『ミュージックステーション』（テレビ朝日）でも披露された。

## 収録曲
| 全作詞・作曲: 鬼龍院翔。 |                                            |          |            |      |
| #                        | タイトル                                   | 作詞     | 作曲・編曲 | 時間 |
| 1.                       | 「令和」                                   | 鬼龍院翔 | 鬼龍院翔   | 4:01 |
| 2.                       | 「令和」(仮で平成と歌ってる鬼龍院デモver.) | 鬼龍院翔 | 鬼龍院翔   | 3:43 |
| 3.                       | 「令和」(オリジナル・カラオケ)             | 鬼龍院翔 | 鬼龍院翔   | 4:00 |
| 合計時間:                | 合計時間:                                  | 11:44    |            |      |